# Citizen Soldier
Citizen Soldier ist eine englischsprachige Rockband aus Salt Lake City, Utah. Sie wurde 2016 in einer psychiatrischen Klinik gegründet, als Frontmann Jake Segura den Text für Let It Burn schrieb. 2017 veröffentlichten sie ihre erste Single.

## Geschichte und Motivation
Seit ihrer Gründung 2016 setzt sich die Band durch ihre Musik mit Themen zur psychischen Gesundheit auseinander. Sie haben sich zur Aufgabe gemacht, Stigmatisierung zu bekämpfen und eine „Gruppentherapie-Dynamik“ zu bieten.
Der Bandname Citizen Soldier ist der Versuch der Band, die Kämpfe zu personifizieren, die in ihrem Inneren ausgetragen werden, und das Ziel der Band, ein Licht auf die alltäglichen Kämpfe derjenigen zu werfen, die sich übersehen und nicht gewürdigt fühlen.
2017 veröffentlichte die Band nach einigen Singles zunächst nur eine EP, bevor dann 2019 mit Relentless ihr erstes Album erschien. Bereits 2020 erschien das nächste Album Down the Rabbit Hole, gefolgt von dem zweiteiligen Album This Is Your Sign Part I im Jahr 2021 und This Is Your Sign Part II im Jahr 2022.
Im Mai 2022 kündigte Citizen Soldier ihr fünftes Album Scarecrow mit weiteren 18 Songs an.
Seit 2020 zeichnet sich die Band vor allem auch durch das kontinuierliche Veröffentlichen neuer Musik aus. Die Songs neuer Alben der Band wurden dafür zunächst als Singles veröffentlicht, bevor sie als Album gesammelt veröffentlicht werden.
2020 erlangte die Band erstmalig große Aufmerksamkeit, als ihr Musikvideo zum Song Would Anyone Care die Millionenmarke überschritt. Noch im selben Jahr folgte ein weiterer YouTube Erfolg mit dem Song I’m Not Okay.
Im März 2023 kündigte die Band ihr sechstes Album ICU mit 18 neuen Songs an und 2024 folgte Icarus.
2023 begleiteten Citizen Soldier die Band Smash into Pieces auf ihrer Tour durch Nordamerika und Kanada. Gemeinsam nahmen sie eine Akustikversion des Liedes Six Feet Under von Smash Into Pieces auf.

## Diskografie

### Alben
- 2019: Relentless
- 2020: Down the Rabbit Hole
- 2021: This Is Your Sign Part I
- 2022: This Is Your Sign Part II
- 2022: Scarecrow
- 2023: ICU
- 2024: Icarus

### EPs
- 2017: Caroline

### Singles
| Titel                         | Jahr | Album                                |  |
| ----------------------------- | ---- | ------------------------------------ |  |
| Titel                         | Jahr | Album                                |  |
| "Buried Alive"                | 2017 | Caroline                             |  |
| "Let It Burn"                 | 2017 | Caroline                             |  |
| "15 Minutes of Fame"          | 2017 | Caroline                             |  |
| "Soldier"                     | 2017 | Caroline                             |  |
| "Found"                       | 2018 | Nicht-Album-Single                   |  |
| "First Blood"                 | 2018 | Nicht-Album-Single                   |  |
| "Bitter"                      | 2019 | Nicht-Album-Single                   |  |
| "Cannibal"                    | 2019 | Relentless                           |  |
| "If These Scars Could Speak"  | 2019 | Relentless                           |  |
| "Weight of the World"         | 2019 | Relentless                           |  |
| "Sacred"                      | 2020 | Down the Rabbit Hole                 |  |
| "Hope It Haunts You"          | 2020 | Down the Rabbit Hole                 |  |
| "Would Anyone Care"           | 2020 | Down the Rabbit Hole                 |  |
| "Forever Damned"              | 2020 | Down the Rabbit Hole                 |  |
| "The Cage"                    | 2020 | Down the Rabbit Hole                 |  |
| "Hallelujah (I’m Not Dead)"   | 2021 | This Is Your Sign Pt I               |  |
| "Stronger Than My Storm"      | 2021 | This Is Your Sign Pt I               |  |
| "Face to Face"                | 2021 | This Is Your Sign Pt I               |  |
| "Thank You for Hating Me"     | 2021 | Nicht-Album-Single                   |  |
| "Empty Cup"                   | 2021 | This Is Your Sign Pt I               |  |
| "Bedroom Ceiling"             | 2021 | Nicht-Album-Single                   |  |
| "Hand Me Down"                | 2021 | This Is Your Sign Pt I               |  |
| "Unsaid"                      | 2022 | This Is Your Sign Pt II              |  |
| "Irreplaceable"               | 2022 | This Is Your Sign Pt II              |  |
| "Numb to Everything"          | 2022 | This Is Your Sign Pt II              |  |
| "Waiting on the Sun"          | 2022 | This Is Your Sign Pt II              |  |
| "Wanted"                      | 2022 | This Is Your Sign Pt II              |  |
| "Monster Made of Memories"    | 2022 | Scarecrow                            |  |
| "Save Your Story"             | 2022 | Scarecrow                            |  |
| "Fever"                       | 2022 | Scarecrow                            |  |
| "Easy's Never Been This Hard" | 2022 | Scarecrow                            |  |
| "This Is Not a Phase"         | 2022 | Scarecrow                            |  |
| "Madhouse"                    | 2022 | Scarecrow                            |  |
| "Limit"                       | 2022 | Scarecrow                            |  |
| "Through Hell"                | 2023 | Nicht-Album-Single                   |  |
| "Afterlife"                   | 2023 | ICU                                  |  |
| "My Own Miracle"              | 2023 | ICU                                  |  |
| "Broken Like Me"              | 2023 | ICU                                  |  |
| "Wired for Worthless"         | 2023 | ICU                                  |  |
| "Talk Me Down"                | 2023 | ICU                                  |  |
| "Strong for Somebody Else"    | 2023 | ICU                                  |  |
| "You Are Enough"              | 2023 | ICU                                  |  |
| "Wish I Could Cry"            | 2023 | Nicht-Album-Single                   |  |
| "Dead-End Life"               | 2024 | Icarus                               |  |
| "Say Nothing"                 | 2024 | Nicht-Album-Single                   |  |
| "Where Were You?"             | 2024 | Icarus                               |  |
| "Victim or Survivor"          | 2024 | Nicht-Album-Single                   |  |
| "Be Somebody"                 | 2024 | The End Is Where We Begin: Reignited |  |
| "Rock Bottom"                 | 2024 | Icarus                               |  |
| "Heavy"                       | 2024 | Nicht-Album-Single                   |  |
| "Fake Friends"                | 2024 | Nicht-Album-Single                   |  |
| "Letdown"                     | 2024 | Icarus                               |  |
| "Burden"                      | 2024 | Icarus                               |  |
| "Live Again"                  | 2024 | Icarus                               |  |
| "Good Old Days"               | 2024 | Icarus                               |  |
| "The Liar"                    | 2025 | Family Heirlooms                     |  |
| "Figure Me Out"               | 2025 | Family Heirlooms                     |  |
| "Better off Broken"           | 2025 | Family Heirlooms                     |  |

### Musikvideos
| Titel                    | Jahr | Regisseur       |
| ------------------------ | ---- | --------------- |
| "Buried Alive"           | 2017 | Raji Barbir     |
| "Caroline"               | 2017 | Raji Barbir     |
| "Cannibal"               | 2019 | Cameron Jackson |
| "Stronger Than My Storm" | 2021 | Nick Sales      |
| "Waiting on the Sun"     | 2022 | Nick Sales      |
| "Limit"                  | 2022 | Nick Sales      |